# よこはま (消防艇・2代)
よこはまは、横浜市消防局の消防艇。

## 来歴
本船は、1981年2月に竣工した先代「よこはま」の代船として建造された。まず平成11年度、消防局に設置された消防艇建造検討委員会で部内研究が行われ、続いて平成12年度には日本造船技術センターで基本設計が行われた。

## 設計
コンテナ搭載を考慮し、単胴構造の平甲板船型が採択された。没水部船型はV型、船質は高張力鋼である。なお伸縮式放水塔などのために一般船舶と比して重心位置が高く、また長さに大して過大な積載重量となることから、船速よりも復原性能を重視した設計が行われた。なお船内は陽圧で、海面上6メートルの防爆構造とされている。
最大搭載人員は、船員6名およびその他8名であるが、1.5時間未満の短期間であれば40名まで収容できる。なお船内には、高規格救急車と同様の機能を備えた活動支援室も設置されている。
主機関はV型12気筒のMTU/DDC 12V4000 M70ディーゼルエンジン（単機出力2,000馬力）を2基搭載した。4翼のスキュー付き可変ピッチ・プロペラによる2軸推進方式としたほか、バウスラスターも備えている。また放水時の操船・船位保持性能確保のため、自動船位保持機能を備えた自動操船システムを搭載した。これは、放水砲の反力等に対するフィードフォワード補償機能も備えている。
電源としては、主発電機としてTWY-25C（出力80 kVA）を1基、スラスタ用（陸上給電兼用）としてTWY31B-4（出力300 kVA）を1基備えている。

## 装備
消防ポンプとしては、吐出量毎分30,000リットルのものを2基搭載する。また消防装置としては下記のような装備を有する。
- 放水砲
  - 伸縮式放水塔（毎分5,000リットル、最大射程85メートル）×2基
  - 上甲板船首部（毎分15,000リットル、最大射程120メートル）×2基
  - 羅針甲板（毎分5,000リットル、最大射程85メートル）×2基
- 水/流出油処理剤 放射装置
  - 65mm放水銃×4基（取り外し式）

またこのほか、送水用として150mm径の送水管を両舷に2口ずつ備えている。なお伸縮式放水塔は、最大伸張時には海面上約20メートルに達する。消火剤としては、泡原液を約12,500リットル搭載する。
船尾甲板は7.2メートル×12メートルのスペースを確保して、災害状況に応じて種々のコンテナを搭載可能である。これは、油回収装置や充気式オイルフェンス、水難・特殊災害対策用のほか、災害時陸上支援も想定されている。その荷役用も兼ねて、上部構造物後端には長さ6メートル、力量3トンの多目的クレーンも搭載された。
また、情報収集・伝達機能の強化が求められたこともあり、カラーCCDおよび冷却式赤外線センサを用いた監視カメラシステムや作業監視カラーカメラシステムが導入されたほか、ヘリコプタ映像受信システムにも対応、作戦室も設置された。可燃性ガスや有毒ガスを検出するためのガス検知装置も装備している。